# Список судоподъёмников по странам

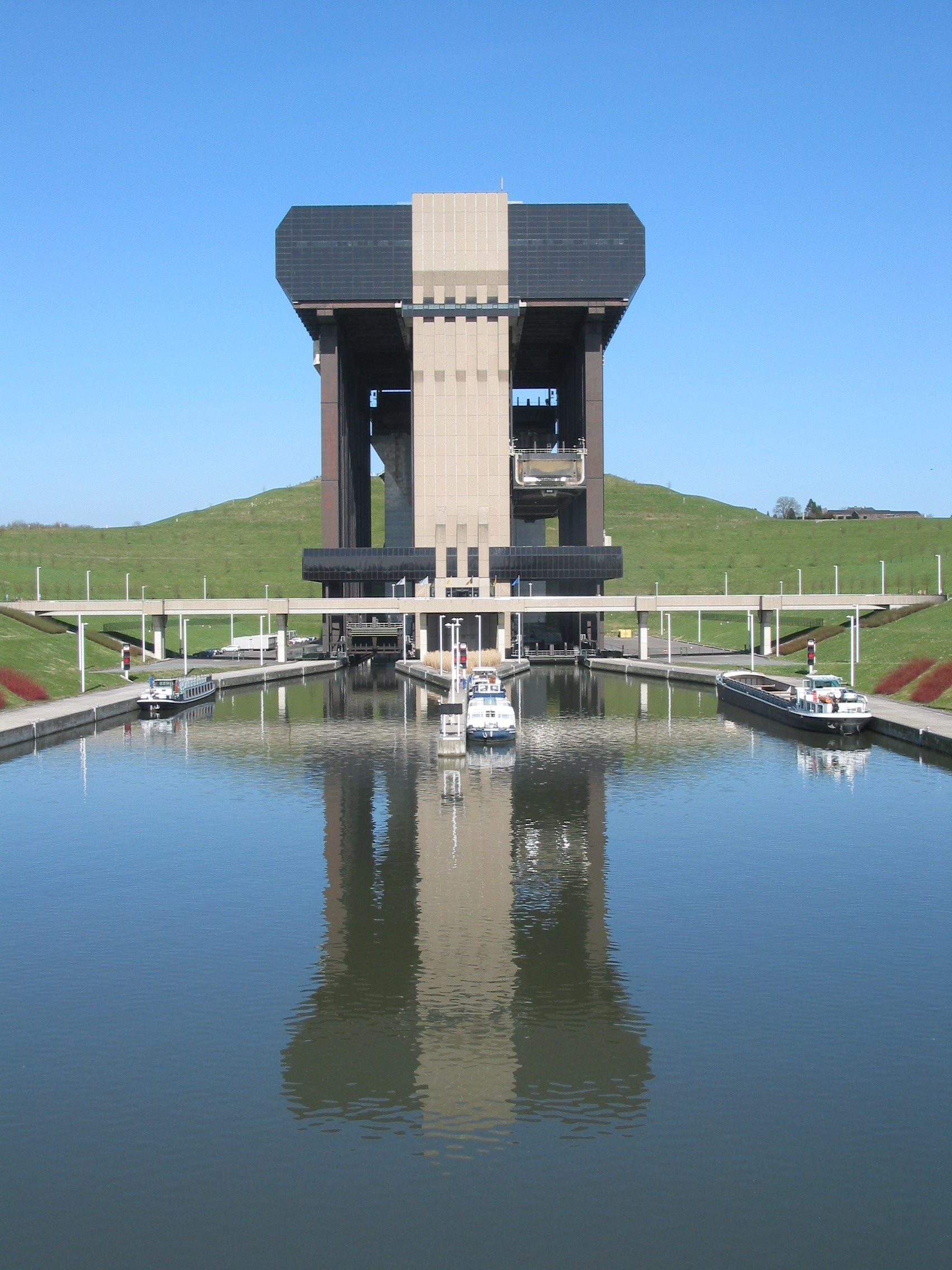
Самый большой в Европе вертикальный судоподъёмник Стрепи-Тьё

Это неполный список гидротехнических сооружений, предназначенных для подъёма и/или спуска судов с одного уровня водного пути на другой. В список включены различные судоподъёмники наклонного и вертикального типов, но не включены шлюзы.

## Бельгия
- Судоподъёмники Центрального канала
  - Первый — в Уданг-Гоеньи
  - Второй — в Уданг-Эмери
  - Третий — в Стрепи-Бракньи
  - Четвёртый — близ Тьё
- Вертикальный судоподъёмник Стрепи-Тьё близ города Тьё в муниципалитете Ле Рёль (грузоподъёмность 1 350 т, высота 73,15 м)
- Наклонный судоподъёмник Ронкьер близ одноименной деревни в муниципалитете Брен-Ле-Комт

## Великобритания
- Андертонский судоподъёмник, графство Чешир
- Кессонный шлюз близ Ком Хей
- Фолкеркское колесо
- Наклонный судоподъёмник в Фокстоне
- Наклонный судоподъёмник Хей в Айрон-Бридже

## Германия
- Канхебехаус (подъёмник барж-контейнеров) Хальсбрюке, или нем. Rothenfurther Kahnhebehaus
- Канхебехаус в Гросфогтсберге (нем. Großvoigtsberg), или нем. Christbescherunger Kahnhebehaus
- Судоподъёмник в Хенрихенбурге (нем. Schiffshebewerk Henrichenburg)
- Судоподъёмник в коммуне Нидерфинов (нем. Schiffshebewerk Niederfinow)
- Судоподъёмник в Ротензее (нем. Schiffshebewerk Rothensee)
- Двойной судоподъёмник Шарнебек (нем. Schiffshebewerk Scharnebeck)

## Канада
- Судоподъёмники на каналах Трент-Северн в провинции Онтарио
  - Киркфилдский подъёмный шлюз (англ. Kirkfield Lift Lock)
  - Подъёмный шлюз в Питерборо (англ. Peterborough Lift Lock)
  - Сухопутный эллинг в Биг Шут (англ. Big Chute Marine Railway)
  - Сухопутный эллинг в Свифт Рапидс (англ. Swift Rapids Marine Railway)

## Китай

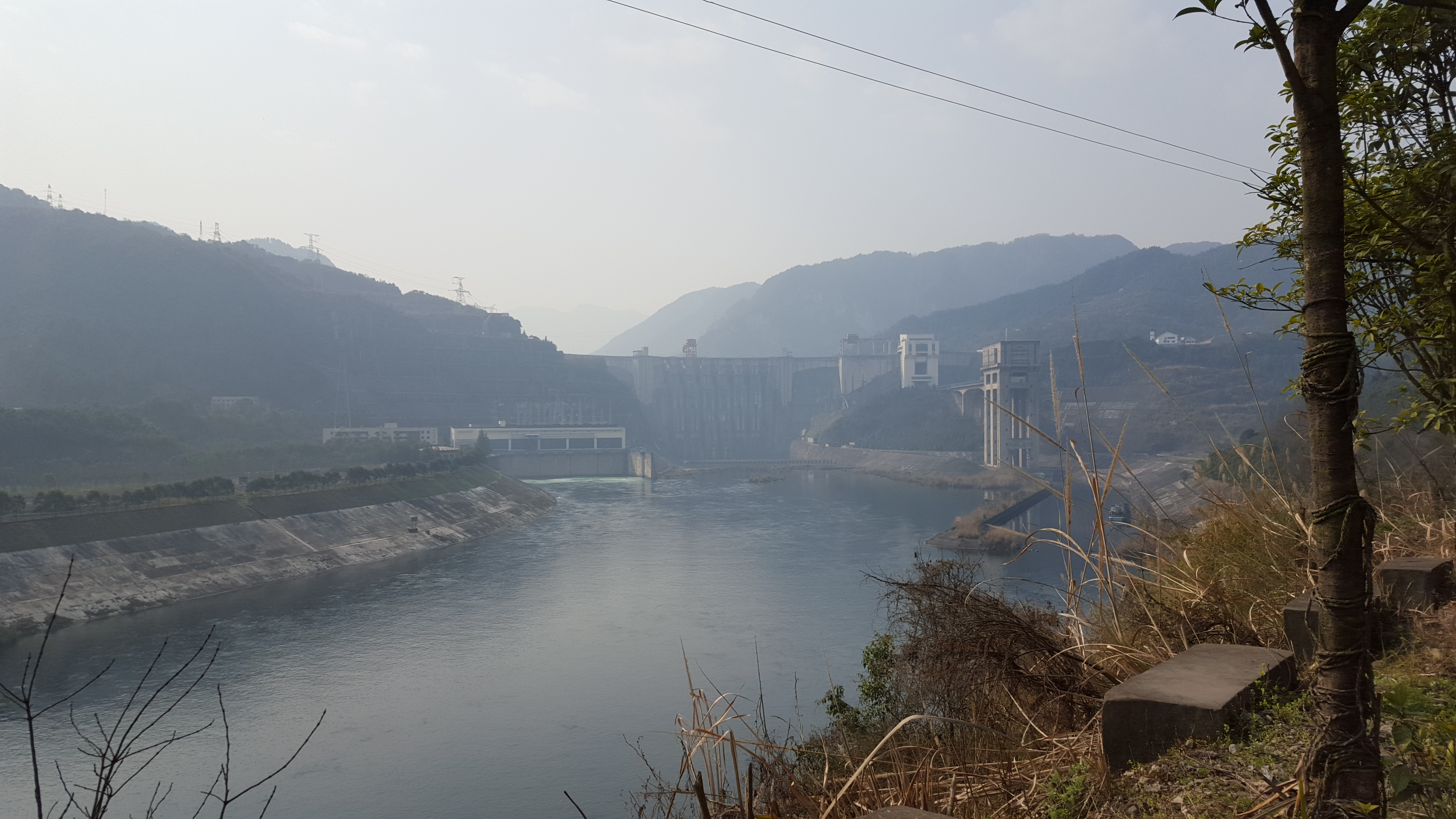
ГЭС и её судопропускная система.

- Судоподъёмник водохранилища Даньцзянкоу (Danjiangkou) в провинции Хубэй, способный поднимать суда водоизмещением до 450 тонн
- Система судоподъёмников ГЭС Гехеянь[англ.] в провинции Хубэй, способная поднимать суда водоизмещением до 300 тонн[1] Плотина запущена в эксплуатацию в 1994 году, однако из-за технических проблем судоподъёмник начал работать лишь спустя четыре года.
- Судоподъёмник водохранилища Луньтань (Longtan)[источник не указан 917 дней]
- Судоподъёмник Янтань[англ.][2]
- Судоподъёмник ГЭС Три ущелья (грузоподъёмность 3 000 т, высота до 113 м).
- Система трех вертикальных судоподъёмников ГЭС Гупитань (один из судоподъёмников системы с разницей уровней 127 м является самым высоким в мире по состоянию на 2023 год).
- Судоподъёмник ГЭС Сянцзяба.

## Нидерланды
- Судоподъёмник в Брукерхафене (нидерл. Broekerhaven Overhaal)[3]

## Польша
- Наклонные судоподъёмники на эльблонгском канале

## Россия
- Наклонный судоподъёмник Красноярского гидроузла

## США
- Железная дорога для переправы судов волоком в горах Аллеганах, в штате Пенсильвания
- 23 наклонных судоподъёмника на канале Моррис в штате Нью-Джерси

## Франция
- Судоподъёмник Фонтиньетты (фр. Ascenseur des Fontinettes)
- Водоклиновый судоподъемник Монтеш (фр. Pente d'eau de Montech) на боковом канале Гаронны (фр. Canal latéral à la Garonne)
- Водоклиновый судоподъемник Фонсеран (фр. Pente d'eau Fonsérannes) на Южном канале, близ города Безье
- Наклонный судоподъёмник близ Сен-Луи и Арзвиллера на канале Марна — Рейн в Лотарингии.

## Чехия
- Наклонный судоподъёмник Орлицкой плотины на реке Влтаве

## Япония
- Наклонный судоподъёмник на канале Камогава, в районе Фусими города Киото
- Наклонный судоподъёмник на канале озера Бива, в пригороде Киото